# Superstar (Freshtorge-Lied)
Superstar ist ein Lied des deutschen Webvideoproduzenten Freshtorge aus dem Jahr 2013.

## Entstehung und Veröffentlichung
Das Lied wurde vom Interpreten selbst, zusammen mit Koautor Emanuel Uch, getextet beziehungsweise komponiert. Bei “Sandra” handelt es sich um eine Kunstfigur von Freshtorge, womit er das Lied selbst, ohne Gastsängerin aufnahm.
Die Erstveröffentlichung von Superstar erfolgte als Single am 10. Mai 2013. Diese erschien als digitaler Einzeltrack zum Download. Der Song hatte sich zum Ziel gesetzt den ersten Platz des DSDS-Siegertitels Mein Herz von Beatrice Egli zu verhindern, weshalb er einen Tag vor Veröffentlichung dieses Titels veröffentlicht wurde.

## Inhalt
Angelehnt an den musikalischen Stil von DJ Bobo besingt Freshtorge in der Rolle seiner Figur Sandra darin das bevorstehende Starleben. Dabei wird der Song mit Sprechgesang begleitet, den Torge als er selbst vorträgt.

## Musikvideo
Das Musikvideo feierte am Tag der Singleveröffentlichung seine Premiere. Bis Juni 2024 zählte es über 3,5 Millionen Aufrufe auf der Videoplattform YouTube.

## Chartplatzierungen
| ChartsChartplatzierungen | Höchstplatzierung | Wochen |
| ------------------------ | ----------------- | ------ |
| Deutschland (GfK)        | 14 (1 Wo.)        | 1      |
| Österreich (Ö3)          | 19 (1 Wo.)        | 1      |
| Schweiz (IFPI)           | 34 (1 Wo.)        | 1      |